# Léogeats
Léogeats é uma comuna francesa na região administrativa da Nova Aquitânia, no departamento da Gironda. Estende-se por uma área de 19,74 km². Em 2010 a comuna tinha 829 habitantes (densidade: 42 hab./km²).